# Сміян Сергій Костянтинович
Сергі́й Костянти́нович Смія́н (17 травня 1925, Київ — 15 жовтня 2014, Київ) — український режисер. Народний артист Української РСР (1967), перший лауреат Національної премії України імені Т. Шевченка.

## Творчий шлях
Закінчив Київський інститут театрального мистецтва. Головний режисер Запорізького театру ім. Щорса (1950 — 51 і 1966 — 70), Львівського Драматичного Театру ім. М. Заньковецької (1961 — 65) та з 1970 — Київського театру ім. І. Франка.
Поставив: «Отелло» (В. Шекспіра), «Кассандра» (Лесі Українки), оперу «Украдене щастя» (Ю. Мейтуса), «Здрастуй, Прип'ять» (О. Левади, музика М. Скорика), «Голубі олені» (О. Коломійця, музика І. Шамо) та ін.
З 1981 по 1997 роки очолював Київський театр оперети. З 1997 року — режисер-постановник.
Етапними роботами у театрі оперети стали такі вистави, втілені С. Сміяном: «Легенда про Київ» О. Білаша, «Зоряний час» А. Філіпенка, «Кажан» Й. Штрауса, «Маріца» Імре Кальмана, «Сільва» Імре Кальмана, «Фіалка Монмартра» Імре Кальмана, «Голландочка» Імре Кальмана, «Севастопольський вальс» К. Лістова, «Таке єврейське щастя» І. Поклада, «Весела вдова» Ф. Легара та багато інших.
Помер 15 жовтня 2014 року від інфаркту на 90-му році життя. Похований на Берковецькому кладовищі в Києві.

## Премії
- 1964 — Заслуженний діяч мистецтв УРСР.
- 1967 — Народний артист УРСР.
- 1970 — Державна премія УРСР імені Тараса Шевченка (№ 1).
- 1972 — орден Трудового Червоного Прапора.
- 1976 — орден Трудового Червоного Прапора.
- 1982 — Медаль «В пам'ять 1500-річчя Києва»
- 1985 — Медаль «Ветеран праці»
- 1975 — Почесною грамотою Президії Верховної Ради УРСР
- 2005 — Почесною грамотою Верховної Ради України
- 2009 — орден «За заслуги» III ступеня

## Преса
- Газета «День» — Людина із «золотого фонду»
- Газета «День» — Рецепт молодості — сцена(рос.)
- Газета по-киевски[недоступне посилання з липня 2019](рос.)